# Turn- und Sportverein Buchbach
Il TSV Buchbach è una società calcistica tedesca della città bavarese di Buchbach, parte di una polisportiva che contempla anche squadre di curling, ginnastica, sci e tennis. La sezione calcistica è nota per detenere il record tedesco di partite senza sconfitte: 75 incontri fra il 19 agosto 1995 ed il 23 maggio 1998 e attualmente milita nella Fußball-Regionalliga, la quarta serie del campionato tedesco.

## Storia
Il TSV nacque nel 1913 come società ginnica; il calcio venne introdotto più tardi da studenti di ritorno da Monaco di Baviera, l'11 gennaio 1930.
Dopo la seconda guerra mondiale il Buchbach giocò nelle locali competizioni di classe A, per poi scendere nel 1960 in quelle di classe B, dove rimase fino al 1980. A metà degli anni '90, grazie all'aiuto di solide sponsorizzazioni, iniziarono la loro striscia record di cui si è detto sopra. Si guadagnarono così l'accesso alla Landesliga Bayern-Süd (V) nel 2004 e la vittoria di questo campionato nel 2008 vide il TSV promosso nella Oberliga Bayern (V).

## Palmarès
- Landesliga Bayern-Süd (V): 2008
- Bezirksoberliga Oberbayern (VI): 2004